# Материя и память
«Материя и память» (фр. Matière et mémoire, 1896) — работа французского философа Анри Бергсона. 

## Содержание
Подзаголовок философского труда - «Исследование об отношении тела к духу» (фр. Essai sur la Relations du corps à l’esprit) и основная часть представляют собой анализ классических философских проблем, которые рассматривают роль тела в духовной жизни человека. В этом контексте анализ памяти служит вспомогательным механизмом для всего исследования. «Материя и память» была написана в ответ на книгу «Недуги памяти» (фр. Les Maladies de la mémoire) Теодюля Рибо, вышедшую в 1881 году. Рибо утверждал, что открытия науки о мозге доказали, что память находится в определенной части нервной системы, локализуется в мозге и, таким образом, имеет материальную природу. Бергсон был против этого пересечения духа с материей. Отстаивая четкую антиредукционистскую позицию, он считал, что память имеет изначально духовную природу, а мозг служит ей для ориентирования нынешних действий путем вставки соответствующих воспоминаний, то есть воспоминания теснят реальные восприятия, так что они становятся только указанием, простыми "знаками", предназначенными для того, чтобы напомнить нам образы прошлого. Таким образом, мозг имеет практическую природу. Некоторые головные поражения имеют тенденцию нарушать эту практическую функцию, но не стирают память как таковую, воспоминания просто не будут «воплощены» и не смогут служить своей цели.
Цель исследования он обозначает как стремление показать, что "не воспоминания хранятся в мозгу, а он в них" (в воспоминаниях, представляющих собой непосредственную реальность, в то время как мозг - всего лишь образ, в них присутствующий). Начав с демонстрации невозможности хранения воспоминаний о конкретных событиях в материи посредством рассмотрения особенностей специфического расстройства памяти, называемого сенсорной афазией, он затем переходит к аргументам логическим и онтологическим. Основная идея Бергсона заключается в утверждении о том, что воспоминания не надо нигде хранить, поскольку подлинными атомами действительности являются именно сами события: раз свершившись, они навсегда остаются в вечности и оттуда посылают свои образы, "давящие на порог сознания". Предвосхитив в этой субонтологии выводы неклассической физики, Бергсон идёт дальше и конкретизирует природу этих событий как ментальную, тем самым возвращаясь к Лейбницу с его учением о монадах. Различие здесь состоит в том, что если лейбницевские монады представляют собой скорее пассивные "апперцепции", то есть лишь воспринимают, то у Бергсона уже проявляется их активность и конкуренция. Заменив однородную временную шкалу внутренне насыщенной напряжением "длительностью", он затем вводит дискретизацию этой длительности в целостном, структурно организованном акте, как раз и порождающем событие как таковое (в этом можно усмотреть первопричину дискретизации физических величин, вводимой в квантовой теории). Напряжение во взаимодействии монад порождается их самоотчуждением в рамках пространственной матрицы, утратившей своё абсолютное значение всеобщего вместилища, но в качестве заменившей абсолютное пространство динамической "протяжённости" организующей взаимодействие монад. Этот процесс интерпретирует созданная Бергсоном прагматическая теория восприятия, ведущая также к определенным выводам в отношении теории знания. Прагматизм Бергсона, в противоположность прагматизму У. Джеймса, субъективному и психологическому, можно назвать объективным и онтологическим. Бергсон обозначает его утверждением о том, что мы воспринимаем не сами вещи, а лишь контуры нашего потенциального внешнего воздействия на таковые. Он задаёт вопрос: "что воспринимала бы некоторая сущность, монада, если бы она была полностью лишена способности действовать?" - и отвечает: она воспринимала бы весь мир (в нулевом приближении состоящий из таких же монад). И лишь вступление сущностей в "протяжённость" приводит к прорисовке очертаний внешних вещей, скрывающих под собой, как и у Лейбница, иные ментальные сущности. Процедуру восприятия он описывает, вводя представление о сплошном динамическом единстве природы, в противоположность господствовавшему прежде взгляду на вещи как полностью изолированные в пространстве и взаимодействующие сугубо внешним образом. На вопрос о том, где находятся восприятия, он отвечает, что они локализованы не в мозгу и не в органах зрения, а находятся в самих вещах. Восприятие, таким образом, представляет собой охватывание некоторого динамического единства, в которое тело входит лишь как один из элементов, хотя и центральный. При этом, в частности, наш мозг не является органом сознания или мышления, он представляет собой лишь систему переключения между различными механизмами телесной активности, которые уже заранее интегрированы в это динамическое единство и способны изменять его как бы изнутри, что и обеспечивает спонтанность и свободу действия. Сознание, именно представляющее собой это охватывание или сращение системы вещей, входит в мозг "как нож в масло" и производит метаморфозу, преобразование этой системы, причём соэлементом тут оказываются также и воспоминания о предшествующих событиях, проникающие через упомянутый выше "порог", который отсеивает, выделяет из их огромной текучей тотальности только те, которые соответствуют текущему состоянию тела в его вовлечённости в пространственные отношения. Все эти идеи получили последовательное развитие в философском синтезе А.Н. Уайтхеда, который дополнил их представлением о внедрении в процесс становления "вечных объектов", платоновских идей. Бергсон же, в свою очередь, хоть и не развивает соответствующую идеалистическую интерпретацию, говорит о том, что созерцание подлинной, единой сути вещей, даваемое искусством и философией, связано с некоторым обращением вспять обычной схемы восприятия, что предполагает у творцов присутствие даже некоторого дефекта телесной структуры, которая, последняя, приковывает нас к системе "видимости, пусть и систематической": этот дефект открывает путь скрытому во всеобщей духовной тотальности содержанию. На этой основе впоследствии Бергсон также подвергал последовательной критике рационалистический интеллектуализм, подчиняющий наше познание плюралистическим прагматическим целям и уводящий от бытийного единства. Обращаясь в заключительной части "Материи и памяти" к рассмотрению физической реальности как таковой, Бергсон выдвигает ряд идей, поразительным образом предвосхищающих выводы неклассической физики, прежде всего квантовой теории (теории относительности Бергсон впоследствии посвятил отдельную книгу.

## Разные формы памяти
Бергсон выделяет две формы памяти:
- Память-привычка:  эта память фиксируется в организме и представляет собой не что иное, как совокупность рационально устроенных механизмов, которые обеспечивают соответствующий двигательный отклик на различные возможные запросы. Благодаря этой памяти, человек приспосабливается к наличной ситуации и может испытываемые им воздействия сами собой продолжаются в ответные реакции, — то осуществляемые, то лишь намечаемые, но всегда более или менее адекватные. Это скорее привычка, чем память, она пускает в дело прошлый опыт, но не вызывает его образа.
- Настоящая память:  она совпадает по протяженности с сознанием, удерживает и последовательно выстраивает одно за другим, по мере того, как все человеческие состояния наступают, оставляя за каждым произошедшим его место (и таким образом обозначая его дату) и действительно двигаясь в ставшем и определившемся прошлом, в отличие от первой памяти, которая действует в непрестанно начинающемся настоящем.

## Влияние на метафизику
В своей работе Бергсон обвинил классическую метафизику в искажении представленных им проблем. Самого Бергсона обвиняют в том, что он ставит второстепенные проблемы на главное место. Таким образом, проблема, поставленная философом, была хорошо известна, но он пересмотрел способ ее постановки. Каждая из его четырех основных работ придерживается одного и того же принципа - отвечает на четко поставленную задачу. В «Материи и памяти» декартовская проблема духа и тела - это две субстанции с разными атрибутами. Ошибка Декарта заключается в том, как он определяет материю и память, а именно, как субстанцию или срез, которые не разделяются так однозначно. 
Бергсон действительно отличает дух от тела, но в отличие от классической философии Декарта, различие находится во временной области, а не в пространственной. Дух — это вместилище прошлого, а тело — место настоящего. Душа или дух всегда привязаны к прошлому, а не живут в настоящем. Она созерцает прошлое, находясь в настоящем. Осознавать что-то — значит видеть это из прошлого, следовательно, в свете прошлого. Когда есть просто реакция на внешний стимул, то это неосознанное действие. Человек находится в теле, то есть в настоящем. Любое осознание подразумевает паузу между стимулом и реакцией, интервал, сопровождаемый осознанием того, что дух закреплен в прошлом. Человек становится сознательным в свете прошлого, будучи привязанным к прошлому, в связи с соответствующими действиями, направленными на ближайшее будущее. Артикуляция времени — прошлого, настоящего, будущего — происходит через союз духа и тела. Чем глубже разум в прошлом, тем больше он осознаёт. Чем больше человек действует автоматически, тем больше он существует в настоящем, во временной области тела. И одно всегда остается в пределах области одного или другого. Истинное осознание требует союза действия тела и духа.